# 麻豆区

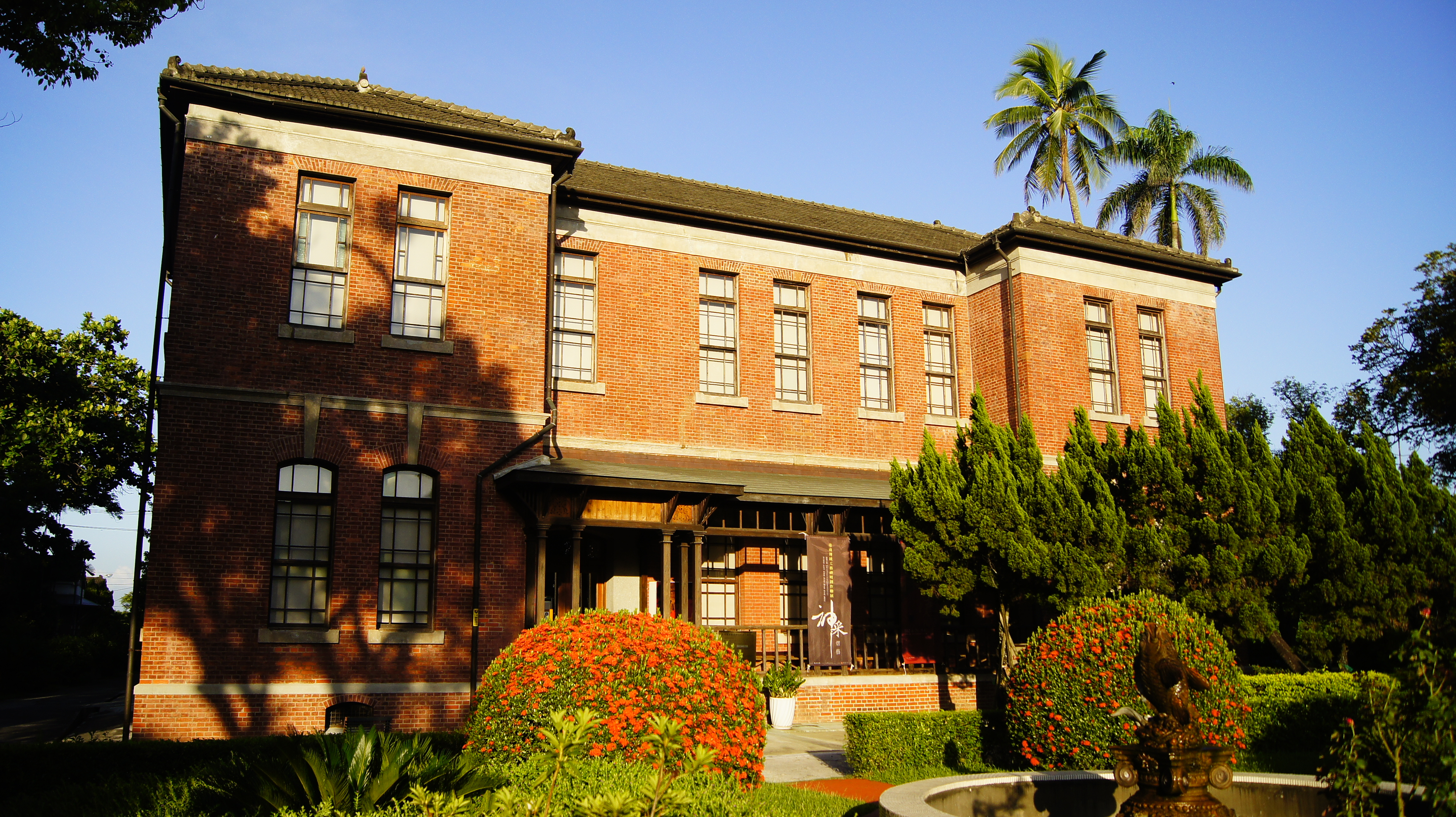
総爺芸文センター（旧麻豆製糖工場事務ビル）

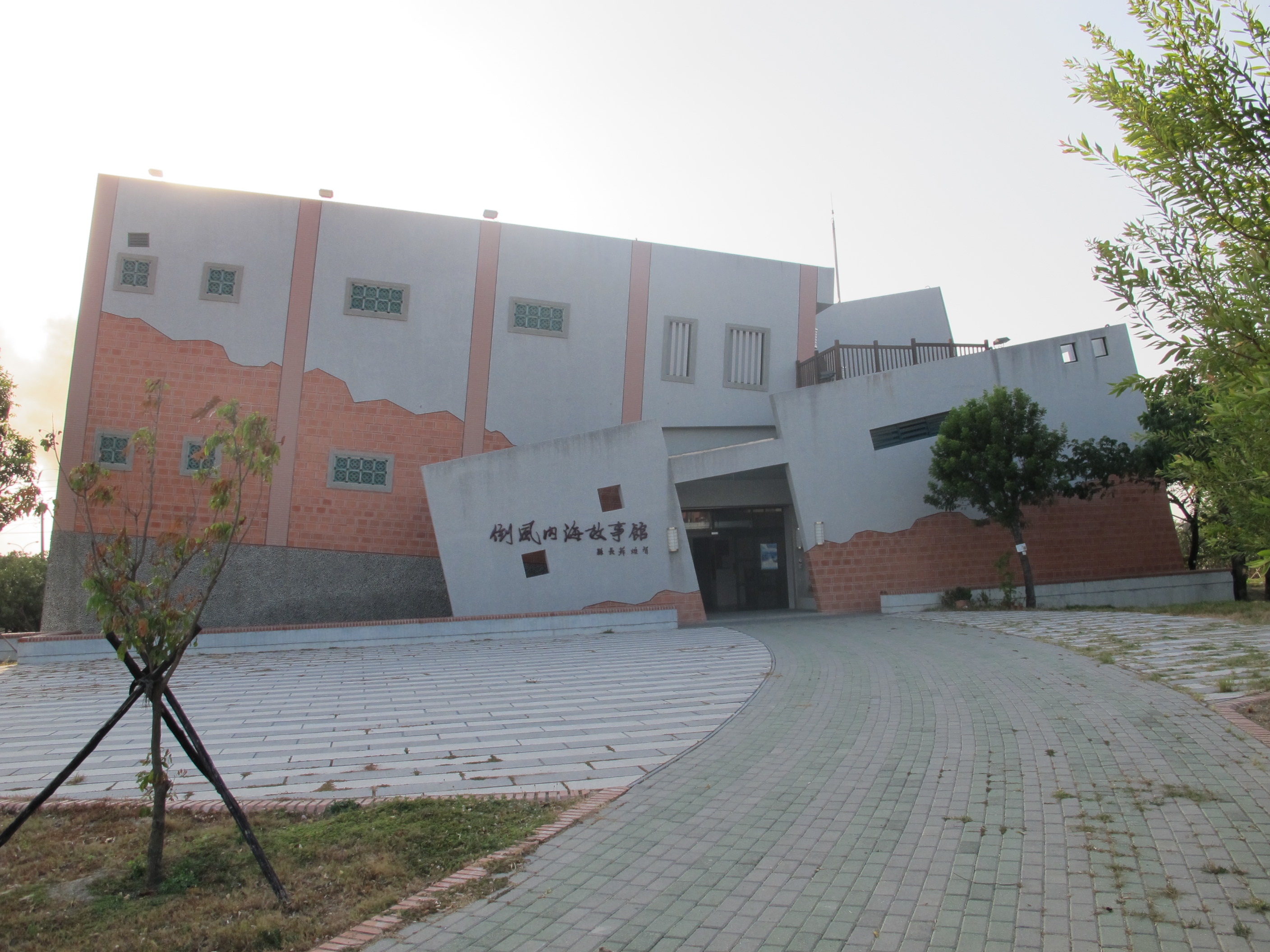
蔴荳古港文化園区にある倒風内海故事館

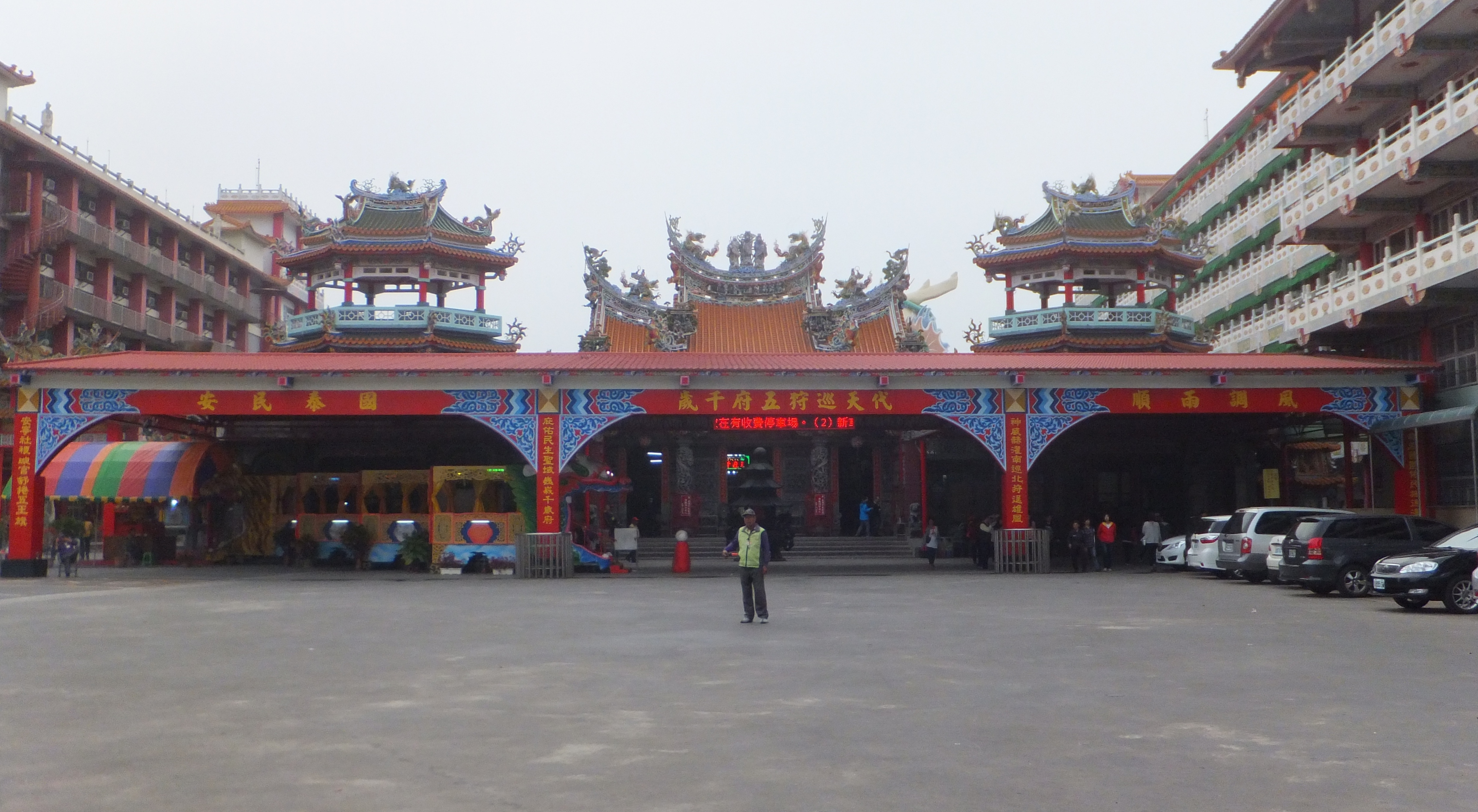
麻豆代天府

麻豆区（マードウ/まとう-く）は台南市の市轄区。麻豆ブンタンがブランド品として有名である。

## 地理
麻豆区は台南市中部に位置し、北は下営区、学甲区と、西は佳里区と、東は官田区、善化区と、南は西港区、安定区とそれぞれ接している。
嘉南平原の中央に位置し地勢は平坦であり、曽文渓が南部を流れ肥沃な土壌が広がっている。

## 歴史
麻豆君は元来西拉雅平埔族4大社の一つに数えられた蔴荳社の集落が存在しており「麻豆番社」とも称された。「麻豆」（原住民語でMattau或いはMattauw）の由来は平埔族語のMatta（目）とau（港）の複合語であり、この地区の中心地として「中枢、中心地」の意味から命名された。
オランダ統治時代はこの地区に「教会大学」が設けられるなど、早くから開発が進み、清代になると漢人が大量に入植するようになり「蔴荳保」が設置された。日本統治時代初期には清代の制度を継承し、1897年に「蔴荳弁務署」が設置された。1920年の台湾地方改制に伴い台南州曽文郡麻豆街と改称された。台湾の中華民国への編入後の1950年に台南県麻豆鎮となり、2010年12月25日に台南県が台南市に編入されたことに伴って麻豆区となり、現在に至る。

## 行政区
| 里 |
| --- |
| 港尾里、南勢里、大埕里、中興里、北勢里、安正里、安業里、東角里、油車里、巷口里、海埔里、埤頭里、麻口里、新興里、寮廍里、井東里、興農里、清水里、謝厝寮里、晋江里 |

## 歴代区長
| 代   | 氏名   | 退任日 |
| ---- | ------ | ------ |
| 初代 | 陳西湖 | -      |

## 教育

### 大学
- 真理大学麻豆キャンパス
- 台湾首府大学

### 高級中学
- 私立黎明中学

### 高級職校
- 国立曽文高級農工職業学校
- 国立曽文高級家商職業学校

### 国民中学
- 台南市立麻豆国民中学

### 国民小学
| - 台南市麻豆区麻豆国民小学 - 台南市麻豆区培文国民小学 - 台南市麻豆区大山国民小学 | - 台南市麻豆区文正国民小学 - 台南市麻豆区安業国民小学 - 台南市麻豆区紀安国民小学 | - 台南市麻豆区北勢国民小学 - 台南市麻豆区港尾国民小学 - 台南市麻豆区総爺国民小学（今不存） |

## 交通
| 種別     | 路線名称     | その他 |
| -------- | ------------ | ------ |
| 高速道路 | 中山高速道路 | 麻豆IC |

## 観光

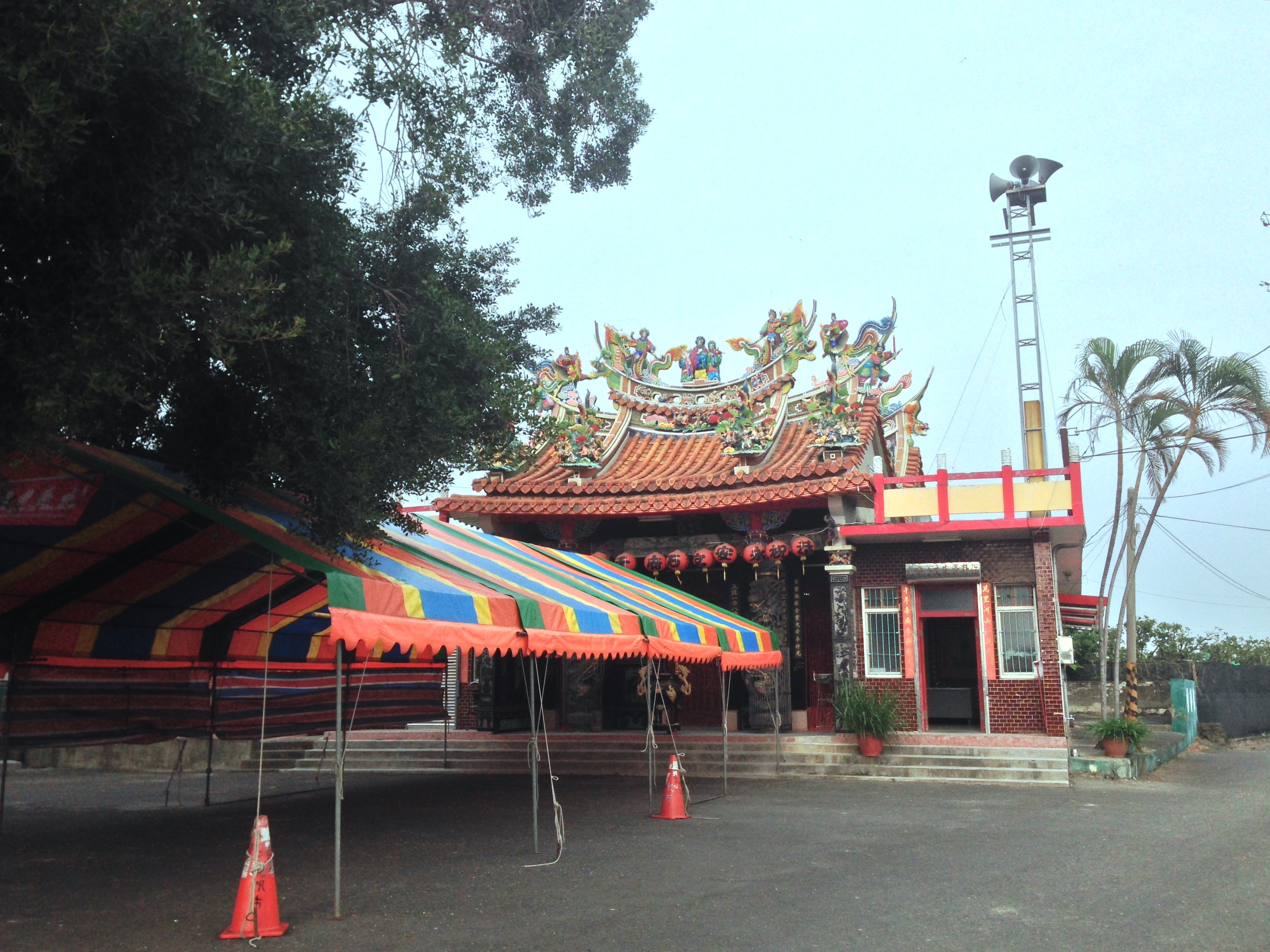
加輦邦永安宮

- 麻豆代天府
- 蔴荳港碼頭遺跡
- 海埔池王府
- 総爺芸術文化センター（旧台糖麻豆糖廠）
- 護済宮
- 文衡殿
- 北極殿
- 電姫劇場（電姫戯院）
- 麻豆夜市
- バロック建築老街
- 倒風内海故事館